# Войтюк Дмитро Романович
Дмитро Романович Войтюк (1999—2022) — солдат збройних сил України, учасник російсько-української війни.

## Життєпис
Народився в селі Будо-Рижани Житомирської області. Після закінчення школи працював на гірничо-збагачувальному комбінаті у селищі Іршанськ.
Під час повномасштабної війни проходив військову службу у 26 артилерійській бригаді. Був водієм-електриком радіолокаційної розвідки дивізіону артилерійської розвідки.
Загинув 20 квітня 2022 року поблизу міста Привілля Луганській області.

## Нагороди
- Орден «За мужність» III ступеня[1].